# Natalia Zagriajskaïa
Natalia Kirillovna Zagriajskaïa, née Razoumovskaïa (5 septembre 1747 - 19 mai 1837), est une dame d'honneur, salonnière et philanthrope russe.

## Biographie
Fille de Kirill Razoumovski et de Ekaterina Ivanovna Narychkina (ru), elle devient dame d'honneur de l'impératrice Catherine II de Russie en 1762. En 1772, elle épouse un officier Nikolaï Zagriajski (1743-1821). Elle reçoit l'ordre de Sainte-Catherine en 1798.
Hôte fréquent des membres de la famille impériale et amie de l'impératrice, elle était connue comme une personne de contact qui pouvait leur demander des faveurs pour le compte d'autrui. Les poètes Vassili Joukovski, Piotr Viazemski et Alexandre Pouchkine étaient des réguliers de son salon.
Sa nièce et fille adoptive Maria était la mère de Natalia Nikolaïevna Gontcharova, l'épouse de Alexandre Pouchkine, et d'Ekaterina Nikolaïevna Gontcharova.

## Sources
- (ru) Cet article est partiellement ou en totalité issu de l’article de Wikipédia en russe intitulé « Загряжская, Наталья Кирилловна » (voir la liste des auteurs).